# Aquário de Ubatuba
O Aquário de Ubatuba é um aquário localizado em Ubatuba, com a missão de preservar e difundir a biodiversidade. Trata-se de uma instituição privada, foi inaugurado em Fevereiro de 1996, ele era o primeiro aquário do brasil.
No acervo, há principalmente tanques médios e um grande. Há ambientes com organismos de água doce e salgada, priorizando a taxonomia das espécies. Um dos espaços busca permitir a compreensão de ecossistemas, como mangue e recife de corais.
Um dos destaques do acervo é um tubarão-lixa, recuperado de um proprietário particular.
O Aquário conta com
- 110 espécies
- 430 animais
- 21 tanques
- 3.000.000 vistantes[4]

E tem a praça da baleia é um importante ponto de referência na região e foi revitalizada para a receber a ossada da Baleia Jubarte que encalhou na Praia Grande no início da década de 2000. Em 2009, graças aos esforços do Aquário de Ubatuba junto a Prefeitura, a ossada foi retirada e restaurada se tornando parte de uma linda praça em homenagem a este magnífico ser marinho.

## Ligação externa
- Página oficial

## Ver Também
- Aquário de São Paulo